# Protestantisme au Québec
Le protestantisme au Québec englobe les chrétiens membres des Églises issues de la Réforme et constitue une minorité religieuse dans cette province. À l'intérieur du protestantisme québécois, on remarque une baisse des protestants traditionnels , mais les évangéliques, quant à eux, connaissent une croissance ,,,,. On comptait plus de 500 000 protestants en 2011.

## Histoire

### Nouvelle-France
En Nouvelle-France, l'édit de Fontainebleau fut appliqué rigoureusement dans les mandements de l'État, ce qui signifiait que seuls les catholiques étaient admis dans la colonie. 
Dans les faits, les émigrés huguenots n'ont pas eu le droit de s'établir dans les territoires français et ont dû s'implanter dans l'État de New York et dans la Caroline du Sud. 
Toutefois, avant la mise en place de la politique anti-protestante de Louis XIV, le protestant Pierre du Gua de Mons avait exploré la colonie. Brouage, le village natal de Champlain, avait été imprégné par le protestantisme, ce qui a fait dire à l'historien Marcel Trudel que les traces du protestantisme en Nouvelle-France sont méconnues.

### Régime britannique
Sous le régime britannique, la situation change rapidement, et la liberté religieuse est immédiatement accordée aux protestants, qui forment bientôt l'élite du nouveau régime. 
De nombreux débats éclatent à propos de l'Acte de Québec concernant le rapport entre le catholicisme et le protestantisme, alors que la Province de Québec est sous contrôle de la Grande-Bretagne, laquelle avait massivement adhéré au protestantisme depuis la Réforme anglaise au XVIe siècle.
Les tergiversations du pouvoir royal autour de l'Acte de Québec furent l'une des causes de la Révolution américaine, qui vit un soulèvement des protestants américains contre les privilèges accordés aux « papistes » canadiens.  Les évêques canadiens ont alors prôné une politique de conciliation à l'égard de Londres.

### Dominion du Canada
Au milieu du XIXe siècle, Montréal est la plus grande ville du Canada et est en grande partie composée de protestants. Elle est à la fois une ville commerciale et prospère et une ville aux cent clochers.   
Alors que les Irlando-Canadiens et les Canadiens français sont majoritairement catholiques, les Canadiens écossais adhèrent au presbytérianisme tandis que les autres Canadiens de langue anglaise sont le plus souvent anglicans, méthodistes, baptistes ou autres.  
Toutefois, les nouvelles mesures gouvernementale mises en place après la Conquête finissent par permettre une recrudescence du protestantisme de langue française . Dès les années 1830, des missionnaires suisses et français issus du Réveil protestant francophone contribuent à l'évangélisation des Canadiens français. Malgré l'opposition de l'Église catholique, les Québécois francophones sont plus de 30 000 à être devenus protestants à la fin du XIXe siècle, dont le célèbre Charles Chiniquy, prêtre devenu pasteur. 

### Actuellement
Les évolutions sociales des dernières années ont affecté aussi bien les catholiques que les protestants. Toutefois, les protestants ont été beaucoup plus rapides à accepter les changements sociaux comme la contraception puisque leur confession prône l'absence de hiérarchie et la liberté de conscience. Cependant, les protestants traditionnels ressentent, comme les catholiques, les effets de la baisse de la pratique religieuse. Certaines églises ont ainsi été fermées et vendues , .  